# Blaseflue
Blaseflue är en kulle i Schweiz. Den ligger i distriktet Bern-Mittelland och kantonen Bern, i den centrala delen av landet, 19 km öster om huvudstaden Bern. Toppen på Blaseflue är 1 118 meter över havet.